# Walter de Cronberg
Walter de Cronberg ou Walther von Cronberg, né en 1479 à Kronberg im Taunus et mort le 4 avril 1543 à Bad Mergentheim, est un chevalier de l'ordre Teutonique, qui est le trente-huitième grand maître de l’ordre, de 1527 à 1543, et son dernier maître d’Allemagne de 1526 à 1543. 
Il accède à ces fonctions à la suite de la sécularisation en 1525 de la partie prussienne de l'ordre par le grand-maître Albert de Brandebourg-Ansbach, converti au protestantisme et devenu duc de Prusse.

## Biographie
Walter de Cronberg est originaire d’une famille peu fortunée de petite noblesse allemande habitant le château de Kronberg non loin de Francfort. 
Il intègre l’ordre Teutonique en 1497. En 1499, il est Überrereiter  à Francfort, officier chargé de percevoir certaines taxes. Il devient commandeur (Komtur) dans cette même ville en 1504. 
C’est en 1526 qu’il devient maître d’Allemagne (Deutschmeister), après que, en 1525, Albert de Brandebourg-Ansbach, grand maître de l’ordre Teutonique, converti au luthéranisme, procède à la sécularisation de l'ordre en Prusse, avec l'accord du roi de Pologne dont il devient le vassal pour le duché de Prusse (traité de Cracovie, 5 avril 1525). Les chevaliers qui refusent de se convertir et ceux qui, comme Walter, sont en poste en Allemagne, maintiennent l’ordre Teutonique dans le Saint Empire. 
C’est dans ce contexte que Walter de Cronberg devient maître d’Allemagne (Deutschmeister) en 1526, puis, le 6 décembre 1527, obtient l’accord du pape et de l’empereur pour fusionner cette fonction avec celle de grand maître de l’ordre, contre l’avis de Walter de Plettenberg, grand-maître de l'ordre de Livonie devenu indépendant de l'ordre Teutonique. Walter de Cronberg occupe la fonction de grand maître jusqu’à sa mort, en 1543. 
Se pose alors la question de la résidence du grand-maître, étant donné que le maître d'Allemagne ne disposait pas d'un siège fixe officiel, mais devait voyager régulièrement. Walter de Cronberg choisit de quitter la commanderie de Burg-Horneck, qui devient de facto le lieu favori de séjour des maîtres d’Allemagne pour Mergentheim, en Franconie, une des grandes régions de l’ordre Teutonique en Allemagne. Mergentheim sera le siège de l’ordre de 1526 à 1809.
La perte de la Prusse et la conversion d’Albert de Brandebourg ne sont pas les seules difficultés auxquelles les Teutoniques et particulièrement Walter de Cronberg doivent faire face. À la fin du XVe siècle, les chevaliers Teutoniques ont perdu leurs commanderies d’Italie du sud. Comme son prédécesseur le maître d’Allemagne Dietrich de Cleen, Walter de Cronberg sollicite le pape pour les récupérer, mais en vain.
À partir de 1530, Walter de Cronberg est aussi confronté aux nombreuses conversions à la foi protestante chez les Teutoniques d’Allemagne, avec la menace de la sécularisation des possessions de l’ordre.
Après sa mort en 1543, Walter de Cronberg est enterré à Mergentheim.